# Barrage d’al-Baath
Le barrage d’al-Baath (Al-Baath, en arabe : ba ʿaṯ, بعث « renouveau », est aussi le nom du parti au pouvoir) est un barrage de Syrie situé sur l’Euphrate, à moins de 20 km en aval du barrage de Tabqa, et dont le rôle est de régulariser le débit du fleuve en fonction du lâchage d'eau de ce dernier.
Lors de l'offensive de Raqqa, durant la guerre civile, les Forces démocratiques syriennes (FDS) prennent le contrôle du barrage le 3 juin 2017 jusqu'ici défendu par l’État islamique.